# Погребецкий, Александр Ильич
Погребецкий Александр Ильич (1892 Иркутск — 13 октября 1952 года, Тель-Авив) — экономист-востоковед, общественный деятель-эсер, государственный служащий ряда правительственных учреждений, существовавших на Дальнем Востоке России в годы Гражданской войны. Бонист, создатель одной из крупнейших коллекций дальневосточных банкнот.
Уже в юношеские годы стал активным сторонником эсеров. Участвовал в движении кооперации, в июле-августе 1917 года был выдвинут кандидатом в члены Всероссийского учредительного собрания. Не имея высшего образования, уже в годы Гражданской войны Погребецкий служил управляющим банком, а позже работал в колчаковском правительстве. После свержения режима Колчака продолжил работать в финансовом ведомстве новообразованного Политического центра. Стоя во главе финансового ведомства Политического центра и по роду своей службы имея доступ к ведомственными архивам, Погребецкий приступил к сбору материала для будущей научной работы.
Сменив несколько руководящих должностей в различных государственных образованиях Приморья и Дальневосточного края, в декабре 1921 года Погребецкий перебрался в китайский Харбин, где получил должность заведующего счётно-финансовым отделом Правления КВЖД, а позже — начальника коммерческого отдела канцелярии Правления КВЖД. На КВЖД Погребецкий проработал вплоть до 1935 года. Именно на этот период пришёлся пик его научного творчества. За 10 лет он написал три монографии и свыше 20 статей.
После продажи КВЖД китайцам в 1935 году Погребецкий, несмотря на наличие советского паспорта, не захотел возвращаться в СССР, а остался в Китае. После образования Государства Израиль он с семьёй покинул Китай и перебрался в Тель-Авив, где и умер от рака в 1953 году.

## Биография

### Юность и отрочество
Александр Ильич Погребецкий родился в Иркутске в 1892 году (точная дата неизвестна) в семье иркутского купца еврейского происхождения, однако сам впоследствии относился к мещанскому сословию. Окончил русскую гимназию, но высшего образования затем не получил.
По своим политическим воззрениям А. И. Погребецкий с юности тяготел к социалистам-революционерам (эсерам). Интенсивную партийную работу А. И. Погребецкий начал в 1907 году — историк А. А. Иванов, говоря о деятельности иркутской политической оппозиции, называет А. И. Погребецкого в числе местных эсеровских активистов.
В 1909 году Погребецкий за политические взгляды был выслан из Иркутска по указанию иркутского генерал-губернатора А. Н. Селиванова и в период с сентября 1909 года по январь 1910 года проживал в Томске. В этот период он имел статус «административно-ссыльного с правом избрания места жительства». По возвращении в Иркутск, в октябре 1913 года А. И. Погребецкий получил паспорт. В январе 1914 года он принял участие в разработке эсеровской листовки «9 января», посвящённой пятой годовщине Кровавого воскресенья. В этот период А. И. Погребецкий занимался журналистикой, сотрудничая с редакциями местных газет («Сибирские вести», «Сибирские отклики»).
Как и многие другие иркутские эсеры, А. И. Погребецкий в предреволюционный период являлся активным общественным деятелем и одним из активистов восточносибирской кооперации. Участие А. И. Погребецкого в развитии кооперации отмечается с 1914 года. Вполне очевидно, что эта работа позволяла ему находиться в курсе экономической ситуации в регионе. 15 апреля 1916 года в Иркутске открылся Первый съезд городов Восточной Сибири, и А. И. Погребецкий вошёл в состав иркутской делегации съезда. В июле-августе 1917 года на проходившей в Иркутске губернской конференции эсеровской партии А. И. Погребецкий был выдвинут кандидатом в члены Всероссийского учредительного собрания.

### Турбулентные годы
В 1917 или 1918 году А. И. Погребецкий женился на Маргарите Фадеевне Вольской. В браке родились две дочери: Игорина (Ира) — в 1919 году и Моника — в 1925 году. Годы Гражданской войны стали для А. И. Погребецкого поворотным этапом в жизни, однако поворот этот был совершён не в худшую сторону. Доподлинных сведений о том, чем именно он занимался в период с конца 1917 года до декабря 1919 года, не сохранилось. Историк О. В. Будницкий, ссылаясь на С. П. Мельгунова, утверждает, что А. И. Погребецкий служил в Иркутске «управляющим Народным банком». В документе Главного бюро по делам российских эмигрантов в Маньчжурской империи (БРЭМ) о жизни А. И. Погребецкого в это время сообщается скупая общая фраза: «Во время Гражданской войны он находился в городе Омске. Работал в учреждениях правительства адмирала Колчака».
Вместе с другим эсером А. В. Поповым А. И. Погребецкий осенью 1918 года инициировал создание кафедры кооперации при Иркутском университете. Разрешение было получено напрямую от министра народного просвещения В. В. Сапожникова. Выдвинутая кооператорами идея была горячо поддержана руководителем ведомства.
В результате произошедшего в последних числах декабря 1919 года антиколчаковского восстания, вся полнота власти в Иркутске перешла к Политическому центру — эсеро-меньшевистской политической организации, созданной ещё в ноябре 1919 года в Иркутске в условиях поражения сил правительства А. В. Колчака. Возглавил Политический центр Ф. Ф. Федорович, а А. И. Погребецкому был предложен портфель руководителя финансового ведомства Политического центра. В связи с сокращением подведомственной территории, уменьшением объёма работ и самим характером власти Политического центра А. И. Погребецкий принял решение о значительном сокращении штатов ведомства, а также полном преобразовании самой структуры центральных органов управления финансовой сферой. Свои предложения по реформированию Погребецкий вынес для рассмотрения 6 января 1920 года на межведомственном заседании Политического центра, которое их одобрило. Рядом приказов, подписанных в течение января 1920 года А. И. Погребецким, намеченная реорганизационная схема была проведена в жизнь. Наряду с активной политической и административной деятельностью, в этот период А. И. Погребецкий увлёкся изучением документов и материалов, которые в недалеком будущем составят источниковую базу его публикаций. Именно в то время, когда А. И. Погребецкий, будучи во главе финансового ведомства Политического центра, по роду своей службы работал с ведомственными архивами, у него и возникла идея написания книги о экономической жизни Дальнего Востока в годы революции и Гражданской войны.
25 января 1920 года просуществовавший чуть более месяца Политический центр делегировал власть Иркутскому военно-революционному комитету, и Погребецкий продолжил политическую деятельность в составе Всесибирского краевого комитета партии эсеров; позднее он являлся председателем эсеровской фракции Дальневосточной республики. Затем Погребецкий покинул Иркутск и уехал в Приморье. В 1920—1921 годах он работал на должности управляющего Ведомством финансов Временного правительства Дальнего Востока — Приморской земской управы.
В конце 1921 года А. И. Погребецкий непродолжительное время проживал в Чите и в составе депутатского корпуса и финансово-экономических комиссий Учредительного и Народного собраний ДВР участвовал в деятельности законодательной власти «буферной» республики. Работая в финансово-экономических комиссиях Народного собрания ДВР, он работал над важным бюджетным документом — Правилами составления, рассмотрения, утверждения и исполнения смет центральных учреждений и управлений, росписи общегосударственных доходов и расходов Дальневосточной республики. Также он участвовал в разработке других ключевых законопроектов: «Об урегулировании денежного обращения в ДВР» и «Об учреждении Инструкции к Положению о денежно-натуральном сборе в счет прогрессивно-подоходного и преимущественного обложения». Не позднее второй половины декабря 1921 года А. И. Погребецкий выехал за пределы Дальневосточной республики и переехал в китайский Харбин.

### «Маньчжурский невозвращенец»
Перебравшись с семьей в Северную Маньчжурию, опытный экономист-практик Погребецкий поступил служить на Китайско-Восточную железную дорогу. Здесь он проработал порядка десяти лет на высокооплачиваемых должностях заведующего счетно-финансовым отделом Правления КВЖД, а с 1932 года — начальника коммерческого отдела канцелярии Правления КВЖД. От КВЖД А. И. Погребецкий был включен в состав Биржевого комитета.
В конце 1924 года, сразу после перехода КВЖД в совместное советско-китайское управление, А. И. Погребецкий в числе других представителей харбинской интеллигенции подал ходатайство о приёме в советское гражданство. Многие чиновники КВЖД запросили советское гражданство, чтобы «не потерять место», поскольку увольнение означало не только потерю средств к существованию, но также казенной квартиры и разнообразных льгот. В Харбине к 1925 году А. И. Погребецкий стал известен и как обладатель весьма крупной коллекции отечественных бумажных денежных знаков, суррогатов и бон, выпущенных в период революции и Гражданской войны на территории Сибири и Дальнего Востока. Его собрание насчитывало порядка 1200 экземпляров и включало в себя как общеобязательные выпуски денежных знаков, так и разнообразные частные платежные средства. Собрание А. И. Погребецкого являлось одной из достаточно полных и многочисленных коллекций как по сибирскому и дальневосточному регионам, так и в целом для того времени.
В 1935 году КВЖД была продана Советским Союзом китайской стороне, и многие эмигранты стали хлопотать о советском паспорте, не видя для себя будущего в Маньчжурии. Транспортная комиссия ЦК ВКП(б) и СНК СССР постановлением от 10 марта 1935 года разрешила производить приём в советское гражданство бывших работников КВЖД по телеграфному представлению генерального консула СССР в Харбине М. М. Славуцкого, оформляя приём в ускоренном порядке через ЦИК СССР. А. И. Погребецкий, который в Харбине подозревался белоэмигрантами в связях с СССР, а в самом СССР явно привлёк бы внимание компетентных органов своим эсеровским прошлым, уволился и переехал жить в Тяньцзинь. После увольнения с КВЖД он получил большие заштатные выплаты (7829 золотых рублей и пенсию 2500 рублей). Советский паспорт А. И. Погребецкого впоследствии был аннулирован, и он проживал по приобретенному португальскому паспорту.
В Тяньцзине Погребецкий занялся предпринимательской деятельностью, став инициатором открытия Коммерческого банка. Это финансовое учреждение создавалось на личные средства А. И. Погребецкого и других бывших служащих КВЖД (в том числе, бывшего члена Правления КВЖД С И. Данилевского). Активной деятельностью в Коммерческом банке вместе с А. И. Погребецким занимались М. И. Клявер, профессор В. А. Рязановский и бывший директор Дальневосточного банка в Харбине С. М. Шапиро. Избрание А. И. Погребецкого членом Правления «еврейского банка» [как его тогда неофициально именовали) широко освещалось в местных русскоязычных газетах. Находясь в Тяньцзине, А. И. Погребецкий выделял денежные средства на издание русскоязычной газеты «День», которая должна была широко вести просоветскую пропаганду среди русского эмигрантского населения.
Прожили в Тяньцзине Погребецкие недолго. В 1942 году старшая дочь поступила на химическое отделение Шанхайского университета, и вся семья переехала в Шанхай. Младшая дочь вскоре переехала на учёбу в США. В 1948 году в преддверии установления власти КПК чета Погребецких решила уехать в только что появившееся на политической карте мира государство — Израиль. Их путь в землю обетованную занял почти полтора года, и лишь в начале июня 1950 года Погребецкие обосновались в Израиле. Но главе семейства не суждено было здесь долго прожить: 13 октября 1952 года в возрасте 60 лет он скоропостижно скончался в Тель-Авиве от рака печени.

## Список работ
Монографии
- Погребецкий А. И. Денежное обращение и денежные знаки Дальнего Востока за период войны и революции (1914—1924). — Харбин : О-во изучения Маньчжур. края ; Чита ; Дальневост.-Сибир. о-во «Книж. дело», 1924. — X, 419 с.
- Экономические очерки современной Японии / Погребецкий А. И.. — Харбин: О-во изучения Маньчжурского края, 1927
- Погребецкий А. И. Денежное обращение и финансы Китая. С предисл. С. М. Измайлова. — Харбин, изд. «Эконом, бюро КВжд», 1929, VII1+436 с.
  - Рец: 1. (Исакович В. — ВМ, 1929, 7—8, с. ПО—112; 2. (Ник. С) . — «Фин. пробл. план. хоз-ва», 1930, 5, с. 79—84.

Статьи
- Погребецкий А. Приморская денежная реформа 5 июня 1920 г. в полосе отчуждения КВжд. — ИОИМК, 1922, 2, с. 21—32.
- Погребецкий А. Приморская денежная реформа 5 июня 1920 г. в полосе отчуждения КВжд. — ИОИМК, 1922, 2, с. 21—32.
- Погребецкий А. И. Денежное обращение в Китае и Северной Маньчжурии. •— «Бюлл. Объедин. выставки Китая и СССР», 1925, 10, с. 4—9.
- Погребецкий А. И. Денежный рынок Китая и Северной Маньчжурии. — ВМ, 1925, 3—4, с. 81—91; 5—7, с. 99—107.
- Погребецкий А. И. Основа тарифов на КВжд. (Золото или серебро). — ВМ, 1926, 5, с. 3—17.
- Погребецкий А. И. Внешняя торговля Японии и Китай как рынок. — ВМ, 1927, 6, с. 11—21.
- Погребецкий А. И. Банки. Валютные вопросы. Серебряный доллар. — ЭБ, Харбин, 1929, 1, с. 4—5.
- Погребецкий А. И. Пять лет совместного управления КВжд представителями правительства CCСР и Китая. (1925—1929 гг.). — ВМ, 1930, 10, с. 32—37
- Погребецкий А. И. Финансовые ресурсы и мероприятия китайских группировок в связи с текущими событиями в Китае, — ВМ, 1930, 5, с. 6-17.
- Погребецкий А. И. На пути к золотому стандарту. (Очередная проблема Китая). — ВМ, 1930, 2, с. 1—10.
- Погребецкий А. И. Курсовая реформа по тарифам местного сообщения КВжд. — ВМ, 1930 4, с. 17—30.
- Погребецкий А. И. Метод взимания платежей по тарифам прямого сообщения. — ВМ 1930, 6, с. 24—28.
- Погребецкий А. И. Иностранные интересы в Китае. — ВМ, 1931, 10, с. 1—9.
- Погребецкий А. И. Депрессия рынка и мероприятия КВжд в области экономии и рационализации. — ВМ, 1931, 1, с. 55—65.
- Погребецкий А. И. Валютный рынок Северной Маньчжурии в 1930 и начале 1931 г. — ВМ, 1932, 1, с. 33-^40.
- Погребецкий А. И. Гиринские и цицикарские дяо в 1931 г. — ВМ, 1932, 2, с. 33—36.
- Погребецкий А. И. Финансовые мероприятия Маньчжурии. — ВМ, 1932, 4, с. 33—43.
- Погребецкий А. И. Валютный рынок Маньчжурии в 1932 г. — ВМ, 1933, 8—9, с. 1—11, 2 диагр.
- Погребецкий А. И. Валютный рынок Дальнего Востока в 1933 году. — ЭБ, Харбин, 1934, 1, с. 20—32.
- Погребецкий А. И. Колебания курса гоби. — ЭБ, Харбин, 1934, 5, с. 1 — 14.
- Погребецкий А. И. Рынок серебра в 1933 г. — ВМ, 1934, 1, с. 1—8.